# Ceratinella wideri
Ceratinella wideri là một loài nhện trong họ Linyphiidae.
Loài này thuộc chi Ceratinella. Ceratinella wideri được Tord Tamerlan Teodor Thorell miêu tả năm 1871.